# LOVE BALLAD BEST COLLECTION〜P.S.抱きしめたい〜
『LOVE BALLAD BEST COLLECTION〜P.S.抱きしめたい〜』（ラブ バラード ベスト コレクション ピーエス だきしめたい）は2001年8月22日にContinentalから発売された稲垣潤一10枚目のベスト・アルバム。

## 解説
『P.S.抱きしめたい』以来15年ぶりとなる、2作目のバラード・ベスト・アルバム。
全曲24bitデジタル・リマスタリング。
ボーナス・トラックは「サンクチュアリ（a capella chorus）」「P.S.抱きしめたい（未発表 Piano Instrumental Version）」の2曲を収録。

## 収録曲
1. サンクチュアリ【a capella chorus]
  - 作曲：稲垣潤一　編曲：井上鑑
2. 夏のクラクション
3. September Kiss
4. 愛は腕の中で
5. 君のためにバラードを
6. ロング・バージョン
7. ブルージン・ピエロ
8. いちばん近い他人
9. 僕の気持ちは迷子のままで
10. P.S.抱きしめたい
11. メリークリスマスが言えない
12. 時を越えて
13. Everyday's Valentine
14. コインひとつのエピローグ
15. Adagio
16. 終着駅
17. P.S.抱きしめたい（未発表Piano Instrumental Version）
  - 作曲：林哲司　編曲：塩入俊哉